# Mauro da Silva Gomes
Mauro da Silva Gomes (São Bernardo do Campo, 12 de gener del 1968) és un exfutbolista internacional amb Brasil que va jugar quasi tota la seva carrera esportiva a les files del Deportivo de la Corunya.
Va debutar amb el CA Bragantino, i posteriorment va fitxar pel Deportivo de la Corunya. Va jugar de la temporada 92-93 fins a la temporada 04-05 quan es va retirar juntament amb Fran del futbol en un partit en què el Deportivo de la Corunya va perdre per 0 a 3 a Riazor davant del RCD Mallorca.

## Palmarès
- Campionat Paulista 1990
- Torneig Amizade 1992
- Copa del Món de Futbol 1994
- Copa del Rei 1995 i 2002
- Supercopa d'Espanya de futbol 1995,2000 i 2002
- Copa Amèrica 1997
- Lliga espanyola 2000
- Trofeu Juan Acuña 1998, 1999 i 2000
- Trofeu Teresa Herrera 2000,2001,2002,2003 i 2004